# Talp daurat de Stuhlmann
El talp daurat de Stuhlmann (Chrysochloris stuhlmanni) és una espècie de talp daurat. Viu al Camerun, la República Democràtica del Congo, Kenya, Tanzània i Uganda. Els seus hàbitats naturals són les montanes humides tropicals o subtropicals, zones arbustoses de terres altres tropicals o subtropicals, vegetació arbustosa de tipus mediterrani, zones herboses de terres baixes tropicals o subtropicals, zones herboses de terres altes tropicals o subtropicals, terres arables i pastures.